# Кескари
„Кескари“ (на немски: Keskari) е немска фирма за търговия с кожи и производство на кожени изделия, основана в Лайпциг, Саксония, в 1856 година от видния български охридски търговец Сотир Кецкаров.

## История
Основателят на фирмата, Сотир Кецкаров, напуска родния си Охрид, тогава в Османската империя, заради преследвания от турските власти във връзка с участието му в движението за независимост на българската църква. Изпратен в чужбина от семейство Робеви, той заминава за Саксония, където управлява клона на фирмата на Робеви и Кецкарови „Братя Робеви и Кецкарови“ (Herren Rombi & Keskari) в Лайпциг. Там той се занимава с обработка на кожи, които получава от цяла България, продавайки готовите продукти на различни европейски пазари. В 1856 година става гражданин на Лайпциг, а на следващата година – и саксонски поданик. Фамилията „Кецкаров“ започва да се предава на немски като „Кескари“ (Keskari).
Фирмата „Кескари“ е основана в Лайпциг в март месец на същата 1856 година, с предмет на дейност търговия с кожи. По това време Лайпциг е сред световните центрове за кожи, а дейността на фирмата по-късно става и международна. Кецкаров продължава и в това вече лично свое начинание да използва кожи, доставяни от България. Потомците му също влизат в кожарския бизнес.
В юли 1923 година Леонидас Кескари, внук на Сотир Кецкаров, основава заедно с Ерих Рьосике фирмата „Кескари и Рьосике – кожарство и комисионерство“ (Keskari & Rösicke – Rauchwaren und Kommission), под което име тя съществува до 1944 година. В 30-те години на XX век, освен кожените облекла, значителна част от дейността на фирмата заемат кожените аксесоари, като луксозни чанти, закопчалки за кожени облекла, колани и токи за тях. По време на Втората световна война, в 1944 година въздушните бомбардировки на Лайпциг унищожават изцяло производствените мощности и всички материални активи на фирмата. Шарлот Кескари, съпругата на Леонидас, заедно със синовете си изгражда наново фирмата в 1945 година под името „Ш. Кескари и Ко“ (C. Keskari und Co.).
В 50-те и 60-те години на XX век фирмата започва да продава първите си луксозни чанти със специални орнаменти.